# Patrice de Mac-Mahon
Marie Edme Patrice Maurice de Mac-Mahon, primul Duce de Magenta ([patʁis də makma.ɔ̃]; n. 13 iunie 1808, Sully, Bourgogne, Franța – d. 17 octombrie 1893, Montcresson, Centre-Val de Loire, Franța) a fost un general și om politic francez, numit mareșal al Franței. A fost șef de stat al Franței între 1873 și 1875 și președinte al celei de a Treia Republici între 1875 și 1879.

## Originea
Născut la Sully (lângă Autun), în departamentul Saône-et-Loire, Patrice de Mac-Mahon a fost al șaisprezecelea din cei 17 copii ai unei familii nobiliare franceze — bunicul său Jean-Baptiste de Mac-Mahon fusese numit marchiz de Mac-Mahon și marchiz d'Eguilly (din partea soției sale Charlotte Le Belin d'Eguilly) de către regele Ludovic al XV-lea, iar familia sa avea orientare politică monarhistă.
Strămoșii lui se stabiliseră în Franța din comitatul Limerick din Irlanda în timpul domniei lui James al II-lea, din cauza Legilor Penale impuse în Irlanda, cerând să fie naturalizați în 1749.
Patrice de Mac-Mahon a fost educat la Colegiul Louis Le Grand și la Academia St-Cyr, absolvind în 1827.

## Cariera militară
În armată, a fost aide-de-camp al generalului Achard, și a mers în campanie la Alger în 1830. A rămas în Algeria franceză între 1834–1854, și a fost rănit în timpul unui atac asupra Constantine-ului în 1837. A devenit comandant al Legiunii Străine în 1843, fiind promovat la rangul de general de divizie în 1852.
În Războiul Crimeei, s-a distins în bătălia de la Malakoff de lângă Sevastopol (8 septembrie 1855), în timpul căruia se zice că ar fi spus celebra frază: Aici sunt, aici rămân. I s-a oferit un post în conducerea armatei franceze după război, dar a refuzat, preferând să se întoarcă în Algeria.
A fost numit senator al Franței în 1856.

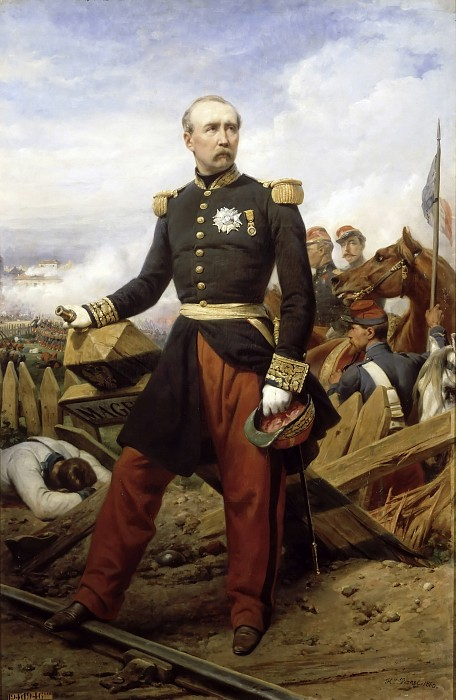
Patrice de Mac-Mahon, duc de Magenta preşedinte al Franţei, 1873-1879

A luptat în al Doilea Război de Independență al Italiei drept comandant al Corpului al Doilea. A obținut victoria de la Magenta (4 iunie 1859) și a fost numit mareșal când încă era pe câmpul de bătălie. Ulterior, a fost înnobilat ca duce de Magenta de către Napoleon al III-lea.

## Războiul Franco-Prusac
Începând cu 1 septembrie 1864, a îndeplinit funcția de guvernator general al Algeriei, revenind în țară după izbucnirea Războiului Franco-Prusac, în timpul căruia a condus o unitate de soldați alsacieni (căreia, pe măsură ce armata suferea pierderi, i s-au alăturat soldați din alte unități).
În Războiul Franco-Prusac, MacMahon a comandat Corpurile de armată franceze I și V pe linia sudică a Armatei Rinului. La 4 august 1870, Armata a 3-a prusacă a atacat linia sudică și a ocupat imediat orașul de graniță Wissembourg; după aceea, a avansat să captureze orașul Worth după două zile.
După mai puțin de o săptămână de lupte, întreaga linie sudică a Armatei Rinului nu a mai putut rezista atacurilor prusace și s-a retras spre vest, în teritoriu francez. Armata a 3-a prusacă cucerea oraș după oraș, Corpurile I și V franceze retrăgându-se în grabă spre Chalon-s.-Marne.
Mac-Mahon și-a părăsit Corpurile și a condus restul de 120.000 de soldați ai Armatei Rinului (Corpurile I, VII, XII) cu Napoleon al III-lea. Ei au început să mărșăluiască de la Châlons-sur-Marne spre nord-nord-est într-o tentativă de a aduna armata asediată la Metz la peste 130 km spre est. Dar Armata a 3-a prusacă avansa extrem de rapid; în mai puțin de 3 săptămâni, ea a parcurs 325 km și a interceptat Armata Franceză de-a lungul râului Meuse, și s-a luptat cu ea timp de 3 zile (29–31 august), obligându-i pe francezi să se retragă la Sedan. Între timp, prusacii înființaseră o Armată a 4-a, care s-a deplasat spre flancul sudic al Sedanului, în timp ce Armata a 3-a a săpat tranșee la nord de Sedan.
La 1 septembrie 1870, prusacii au asediat orașul Sedan. La porțile lui se afla o forță de 200.000 de soldați prusaci sub comanda generalului Helmuth von Moltke. Mac-Mahon a fost foarte nehotărât, permițând germanilor să aducă întăriri și să încercuiască Sedanul complet.
Mac-Mahon a fost rănit și a lăsat comanda în mâinile generalului De Wimpffen care a anunțat capitularea armatei franceze. La 2 septembrie Napoleon al III-lea a capitulat și el, împreună cu restul de 83.000 de soldați francezi (Bătălia de la Sedan).

## Comuna din Paris și a Treia Republică
Când Comuna din Paris a fost reprimată în mai 1871, Mac-Mahon a condus trupele versailles-eze. Armata franceză a petrecut opt zile masacrând muncitori, împușcând civili. Zeci de mii de comunarzi și muncitori au fost executați sumar; alți 38.000 au fost închiși și 7.000 au fost deportați.
Ca președinte al Franței, l-a demis la 16 mai 1877 pe primul ministru republican Jules Simon, înlocuindu-l cu ducele de Broglie, orleanist, înainte de a dizolva Camera Deputaților într-o tentativă de a opri creșterea republicanismului și de a îmbunătăți șansele unei restaurări a monarhiei cu ajutorul contelui de Chambord.
Cum Adunarea Națională îi fixase la 9 noiembrie 1873 mandatul la șapte ani, el a declarat într-un discurs ținut la 4 februarie 1874 că va ști cum să facă ordinea legală respectată timp de șapte ani. Preferând să rămână în afara partidelor, mai degrabă a asistat decât să ia parte la procedurile care, în ianuarie și februarie 1875, au dus la adoptarea legilor fundamentale care au stabilit republica drept guvern legal al Franței. Mac-Mahon scrie totuși în memoriile sale: „Prin tradiția familiei și prin sentimentele față de casa regală ce mi-au fost insuflate din educația timpurie, nu puteam fi decât legitimist.” Lui i-a displăcut și să formeze în 1876 cabinetele Dufaure și Jules Simon, în care era reprezentat elementul republican.

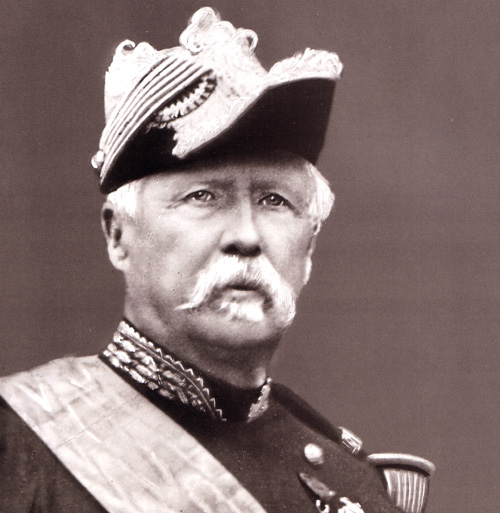
Patrice de Mac-Mahon, duce de Magenta

Când revendicările episcopilor de la Poitiers, Nîmes și Nevers, care recomandau cazul Papei captiv Pius al IX-lea  simpatiei guvernului francez, ele au fost întâmpinate de o rezoluție a Camerei, propusă de stânga ca guvernului să i se ceară să „reprime manifestațiile ultramontaniste” (4 mai 1877). Mac-Mahon i-a cerut după douăsprezece zile lui Jules Simon să demisioneze, a chemat la putere un guvern conservator condus de ducele de Broglie, a convins Senatul să-i permită să dizolve Camera, și a călătorit prin țară pentru a asigura succesul conservatorilor în alegeri, susținând în același timp că nu dorește răsturnarea republicii. Alegerile de la 14 octombrie s-au soldat cu o majoritate de 120 de locuri pentru stânga; guvernul de Broglie a demisionat la 19 noiembrie, iar președintele a format un guvern de stânga condus de Dufaure. El și-a păstrat funcția până în 1878, pentru a permite ca Expoziția Universală să se desfășoare într-un climat politic liniștit, după care, după ce alegerile senatoriale din 5 ianuarie 1879 au adus o nouă victorie a stângii, Mac-Mahon a găsit un pretext pentru a demisiona (30 ianuarie 1879), și a fost înlocuit cu Jules Grévy.
„Am rămas un soldat”, scria el în memoriile sale, „și pot spune cu conștiința curată nu doar că am servit un guvern după altul cu loialitate, ci și că, atunci când au căzut, le-am regretat pe toate, cu excepția celui al meu”. După ce s-a retras din viața publică, a rămas stimat de toate părțile: Jules Simon, cu care a avut doar relații reci, l-a numit apoi „un mare căpitan, un mare cetățean și un om de bine” (un grand capitaine, un grand citoyen et un homme de bien). În timpul președinției sale, a permis republicii să se înființeze, dar, pe de altă parte, atât cât i-au permis prerogarivele, a amânat progresul politic al partidelor ostile Bisericii Catolice, convins fiind că triumful radicalismului va fi o mare pierdere pentru Franța. În ultimii paisprezece ani ai vieții, a rămas retras, departe de viața politică.
A murit la Château de La Forest din Montcresson, Loiret în 1893. A fost înmormântat cu onoruri naționale la Les Invalides.